# Puya coerulea
Puya coerulea es una especie de Puya, una planta de la familia Bromeliaceae, descrita por John Lindley en 1840, es endémica de Chile y se le conoce comúnmente como chagual o chagualillo.

## Descripción
Es una planta muy variable, con formas que se combinan entre sí, que alcanza entre 

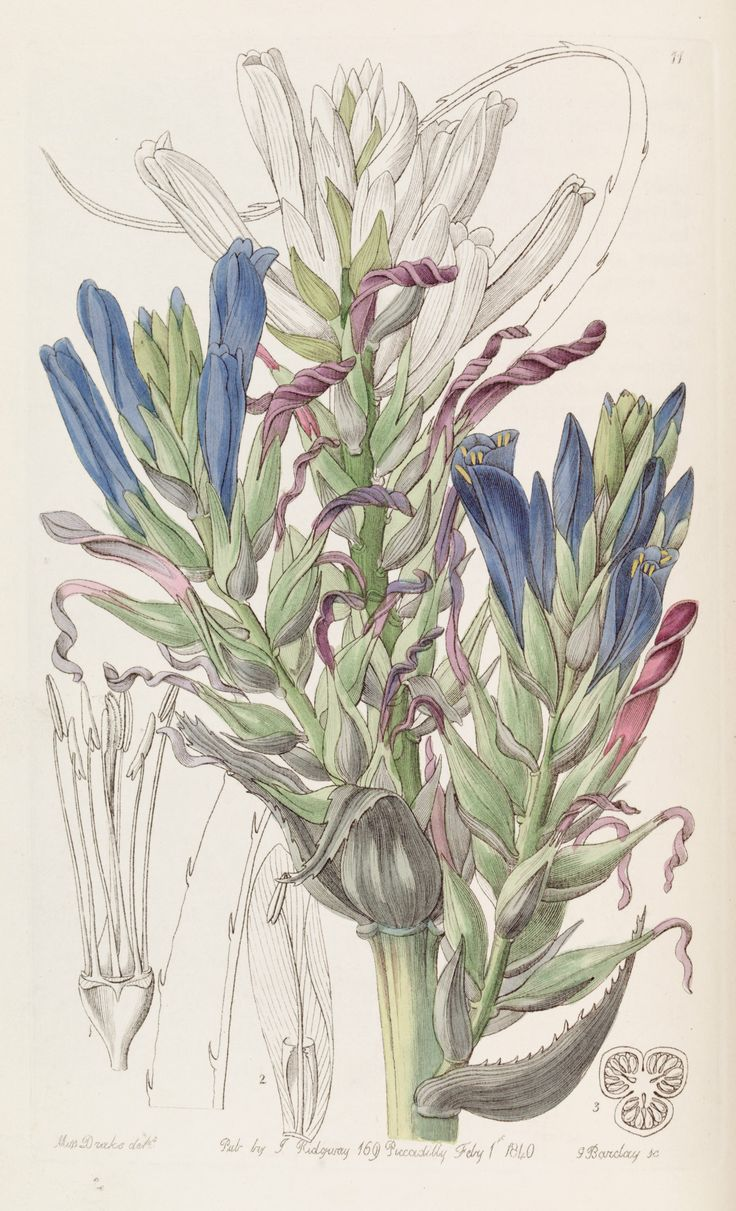
Ilustración de Puya coerulea según Edward's Botanical Register

uno y dos metros de altura al florecer. Presenta un tallo firme, recto y robusto, coronado por hojas agrupadas en roseta en la punta, largas entre 40 y 60 centímetros, con bordes ligeramente dentados y espinas finas de color marrón rojizo. Las vainas son redondeadas y oscuras, mientras que las hojas tienen una textura escamosa en ambas caras que se vuelve lisa en la parte superior. El escapo es erguido, de hasta dos centímetros de grosor en la base, con una superficie que varía de cubierta de finos pelos a lisa y con tono azulado. Sostiene brácteas erectas que van desde formas lanceoladas a ovadas, las inferiores superpuestas y las superiores con puntas afiladas. La inflorescencia suele ser bipinnada y presenta una apariencia blanca y aterciopelada cuando es joven; sus ramas, que miden entre cinco y treinta centímetros, sostienen flores distribuidas de manera espaciada. Las flores varían en tamaño y tipo de cubierta, con sépalos que van de triangulares a ovados, de entre doce y veinticuatro milímetros, y pétalos tubulares azul oscuro que se vuelven casi negros al secarse, con dos apéndices cercanos a la base. Finalmente, el fruto es una cápsula ovoide, más corta que los sépalos.

## Distribución
Es endémica de Chile, de hábitat Mediterráneo. Se distribuye en las siguientes regiones: Coquimbo, Valparaíso, Metropolitana, Del General Libertador Bernardo O'Higgins y Biobío.

## Taxonomía
Puya coerulea fue descrita por John Lindley en 1840 y publicada en Edward's Botanical Register. 
coerulea: epíteto que hace referencia al color azul de los pétalos. 